# Paolo Casati
Pour les articles homonymes, voir Casati.
Paolo Casati, né le 23 novembre 1617 à Plaisance(Italie) et décédé le 22 décembre 1707 à Parme (Italie), est un prêtre jésuite italien, théologien, mathématicien et astronome.

## Éléments de biographie
Fils, premier-né, du marquis Ludovico Casati, le jeune Paolo fait ses études au collège des Nobles de Parme et entre dans la Compagnie de Jésus le 19 octobre 1634.  Comme jeune jésuite il étudie la philosophie à Bologne (1636-1638) et la théologie à Rome (1640-1643). En 1642 (ou 1643) il est ordonné prêtre. Il consacre la plus grande partie de sa vie à l'enseignement des mathématiques au Collège romain (plus tard 'Université grégorienne'), mais il fut également envoyé, à la fin de l’année 1651, en mission auprès de la reine Christine de Suède qui souhaitait être instruite dans la foi catholique.

## Publications
- Vacuum proscriptum, Gênes, 1649.
- Terra machinis mota, Rome, 1658.
- Fabrica ed uso del compasso di proporzione, Bologne, 1664.
- Mechanicorum libri octo, in quibus uno eodemque principio Vectis vires Physice explicantur & Geometrice demonstrantur.... Lyon, Apud Anissonios, Joan. Posuel & Claudium Rigaud, 1684. L'ouvrage est divisé en huit parties : centre de gravité, causes du mouvement des machines, treuils, poulies, etc.
- De igne, Francfort, 1688.
- Hydrostaticae dissertationes, Parme, 1695.

## Source
- M. Colpo, « Casati, Paolo », Diccionario historico de la Compañia de Jesús, Rome, IHSI, vol. I,‎ 2001, p. 688–689.